# (7008) Pavlov
(7008) Pavlov (1985 QH5) est astéroïde de la ceinture principale, découvert le 23 août 1985 par l'astronome soviétique Nikolaï Tchernykh à l'observatoire d'astrophysique de Crimée.